# Neu! '75
Neu! '75 este un album al trupei de krautrock, Neu!. 

## Lista pieselor
1. „Isi” (5:06)
2. „Seeland” (6:54)
3. „Leb Wohl” (8:50)
4. „Hero” (7:11)
5. „E-Musik” (9:57)
6. „After Eight” (4:44)

## Discuri single
- „Isi”/„After Eight” (1975)

## Componență
- Michael Rother — chitară, claviaturi, voce
- Klaus Dinger — chitară, baterie, voce

cu
- Thomas Dinger — baterie
- Hans Lampe — baterie